# Daniela Escobar
Daniela Escobar Duncan, née le 16 janvier 1969 à São Borja, est une actrice brésilienne.

## Biographie
Daniela Escobar Duncan est née à São Borja, dans l'État du Rio Grande do Sul A dix ans, elle  déménage avec sa famille à Porto Alegre. À seize ans, elle  a commencé à fréquenter les médias de masse - (Publicité) dans PUCRS. À dix-neuf ils ont choisi Rio de Janeiro comme l'endroit où ils voulaient  vraiment vivre. elle suit les cours d'art dramatique, le chant et la danse.
En 2005 elle participe à Dança dos Famosos, la version brésilienne de Danse avec les stars. Elle terminera à la 3e place.

## Vie privée
Elle a épousé le réalisateur Jayme Monjardim en 1995, avec qui elle eut un fils unique, André Matarazzo. Séparée de son mari en 2003, elle s'est remarié en 2009 à Marcelo Woellne, un homme d'affaires. Le mariage a pris fin l'année suivante.